# (2973) Paola
(2973) Paola es un asteroide perteneciente al cinturón de asteroides descubierto por Sylvain Julien Victor Arend el 10 de enero de 1951 desde el Real Observatorio de Bélgica, en Uccle.

## Designación y nombre
Paola se designó al principio como 1951 AJ.
Más tarde, en 1987, fue nombrado en honor de Paola de Bélgica, cuñada del rey belga Balduino I.

## Características orbitales
Paola está situado a una distancia media de 2,469 ua del Sol, pudiendo alejarse hasta 2,845 ua y acercarse hasta 2,092 ua. Tiene una excentricidad de 0,1524 y una inclinación orbital de 1,558 grados. Emplea 1417 días en completar una órbita alrededor del Sol.

## Características físicas
La magnitud absoluta de Paola es 13 y el periodo de rotación de 24 horas. Está asignado al tipo espectral B de la clasificación SMASSII.